# Abdul Rashid Ghazi

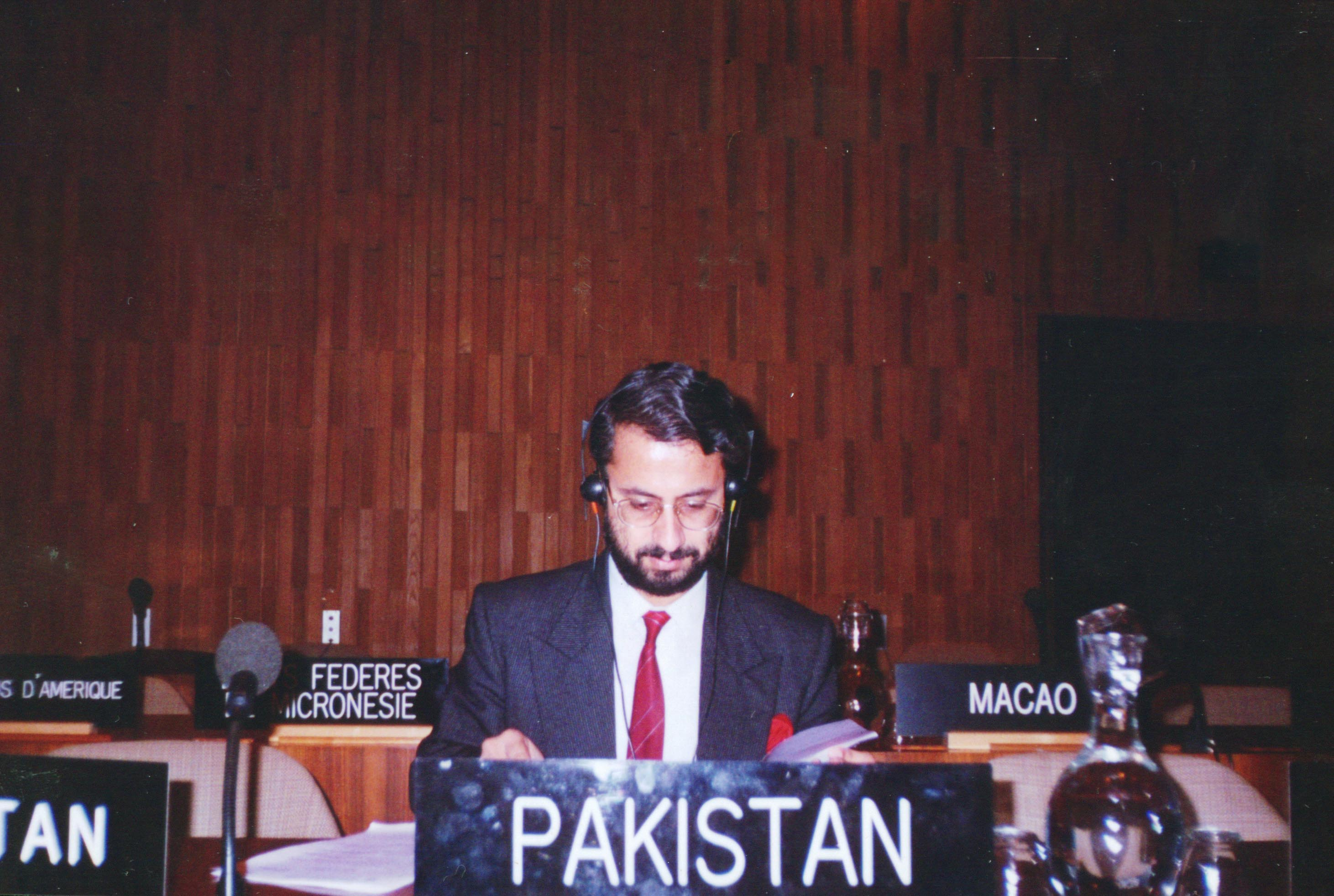
Abdul Rashid Ghazi (2015)

Abdul Rashid Ghazi (* 1964 in Rojhan Mazari, Punjab; † 10. Juli 2007 in Islamabad, Pakistan) war ein islamischer Geistlicher und radikaler Islamist. Er leitete die Lal Masjid Madrasa der Roten Moschee in Islamabad.

## Herkunft und Wirken
Während Ghazi in seiner Jugendzeit noch einen sehr westlichen Lebensstil pflegte und an der liberalen Quaid-e-Azam Universität Politik studierte, führte 1998 die Ermordung seines Vaters Maulana Abdullah, des Gründers der Koranschule der Roten Moschee und Vertrauten des früheren Präsidenten Mohammed Zia ul-Haq, zu einem tiefen Einschnitt in seinem Leben, was ihn nachfolgend immer stärker radikalisierte. Dem Wunsch Maulana Abdullahs entsprechend, übernahm er mit seinem Bruder Abdul Aziz im gleichen Jahr die Leitung der Moschee. Ghazi hatte den religiösen Ehrentitel eines Maulana (Meisters) inne.
Trotz seiner zunehmenden Fundamentalisierung hatte er aber zunächst weiterhin eine Tätigkeit im pakistanischen Bildungsministerium inne. Seit der Vertreibung der Taliban aus Afghanistan 2001 wurde er schließlich die zentrale Figur der militanten religiösen Opposition gegen die Invasion der USA in Afghanistan und sprach auf Demonstrationen in Islamabad.
Erst 2004 kam es im Zusammenhang mit militärischen Operationen gegen Talibanmilizen im Gebiet Pakistans zu ernsthafteren Problemen zwischen dem pakistanischen Staat und ihm. Zu diesem Zeitpunkt verkündete er auch eine Fatwa, die besagte, dass alle gefallenen Taliban als Märtyrer zu gelten hätten. Kurz darauf gab die pakistanische Regierung bekannt, dass Ghazi an einem Anschlag gegen das Haus des Präsidenten beteiligt gewesen sei. Er ging daraufhin in den Untergrund. Später revidierte der Minister für Religionsfragen diesen Verdacht und teilte mit, dass Ghazis Mittäterschaft nicht nachgewiesen werden konnte und die Täter aus dem Umkreis usbekischer Fundamentalisten, die jedoch Kontakt zur Roten Moschee hatten, verhaftet worden seien.

## Todesumstände
Ghazi kam bei der Erstürmung der Roten Moschee durch pakistanische Sicherheitskräfte am 10. Juli 2007 ums Leben. Vorausgegangen waren tagelange Kämpfe mit radikalen Islamisten, die sich mit unbeteiligten Zivilisten im weitläufigen Komplex der Moschee verschanzt hatten.
Abdul Rashid Ghazi soll nach ersten offiziellen Angaben bei dem Versuch, sich zu ergeben, von Anhängern erschossen worden sein, was ein Sprecher des Pakistanischen Innenministeriums jedoch kurz darauf dementierte. Er führte aus: „Er wurde im Keller gesichtet und aufgefordert herauszukommen. Er kam mit vier oder fünf Militanten, die auf die Sicherheitskräfte feuerten.“ Die Sicherheitskräfte sollen während des folgenden Schusswechsels Ghazi und seine Gefolgsleute erschossen haben.
Auf Ghazi wurde bereits zuvor ein Attentat verübt, das jedoch abgewehrt werden konnte. Seitdem trug er stets ein Schnellfeuergewehr bei sich.